# Capitán Flamingo
Capitán Flamingo (Captain Flamingo en la versión original) es una serie animada filipina-canadiense producida por una coproducción entre Breakthrough Films & Television, Heroic Film Company, Atomic Cartoons para Jetix y YTV. La serie se estrenó en Latinoamérica por Nickelodeon el 18 de junio de 2007. En España la serie apareció en La 1.

## Trama
Milo Powell es un niño común y corriente, que cada vez que escucha que alguien está en problemas y le pide ayuda a través de la frase "Oh oh, ¡Flamingo!", se convierte en Capitán Flamingo, un súperheroe (en realidad no tiene súperpoderes, solamente usa un disfraz de flamenco y varios artefactos que son juguetes u otras cosas que lo ayudan en su misión) que está dispuesto a salvar a los niños, a quien acompaña Lizbeth Amanda Zaragoza que le ayuda cuando se encuentra en problemas. Durante su misión, Capitán Flamingo suele ser despistado por lo que causa más problemas de los que hay; casi en la escena final Capitán Flamingo utiliza su "superpoder" llamado "Cerebro de pájaro" el cual consiste en que su cerebro lo ayuda a aportar ideas (En realidad es la voz de Lizbeth dirigiéndose a Milo, cuando está preocupado y necesita una idea). Además, la serie incluye a un narrador omnisciente (una parodia hacia los narradores de súperheroes), que relata los sucesos que ocurren en la serie y que rompe la cuarta pared, cuando se dirige al público.

### Como Milo Powell se convierte en Capitán Flamingo
En un episodio se revela que Milo Powell se convierte en Capitán Flamingo debido a que quería comprarse una historieta de súperheroes y ya estaban agotadas, entonces el vendedor de la tienda le dijo que comprara la historieta de "El pato loco" ya que era para personas "muy pequeñas". Al oír lo que dijo el vendedor, Milo se molestó, no quería la historieta y estaba cansado de ser ignorado por la gente adulta y después tuvo una alucinación sobre unos súperheroes que les decían: "nosotros fuimos ignorados cuando eramos niños, así que nos transformamos en súperheroes". Comenzando por esa idea, Milo Powell comenzó a buscarse una identidad secreta, pero las mejores ideas ya estaban ocupadas, así que observó el jardín de su vecino y vio a un flamingo de adorno, de esta forma eligió el nombre de Capitán Flamingo y se hizo un traje de súperheroe

### Bromas
Durante la secuencia inicial de la serie, después de que el narrador menciona el título "Capitán Flamingo", se puede escuchar que el narrador habla otra frase poco relacionada con el título (Ejemplo: "En Flamingovisión, donde esté disponible"). Algo similar ocurre al finalizar el episodio, cuando el narrador dice: "apoya la fauna silvestre en todo el mundo"
Durante el episodio también se pueden encontrar cuando Capitán Flamingo está sacando unos de sus implementos y dice la marca del el mismo, donde la marca del implemento tiene una frase de doble sentido (Ejemplo: "¡Utilizaré mi cojín gaseoso marca flatu-gas!").

## Personajes
- Los principales son: Milo Powell y Lizbeth Amanda Zaragoza
- Los niños que piden su ayuda son: Max Roderick, Rutger, Tabitha, Kirsten McBradden, Ruth-Ann, Sanjay, Avi, Owen-Only y Otto
- Aliados: Thor Powell, David Powell, Margerie Powell, Trasher, Mth (Niño extranjero), Megan, Wimona Zaragoza, Sr. Zaragoza y Sra. Zaragoza
- Los malvados son: El Mono Guerrero, Bolita de pollo, Wendel Powell y las ardillas mutantes.

## Episodios

### Primera temporada
1. ¡El flamingo ha aterrizado!
2. Pánico de panqueques
3. El mono del trueno
4. Gomi-Control
5. Nada o te hundes
6. El sótano del horror
7. Agua que no has de beber
8. Retrato de un súperheroe
9. Yo grito y tú corres
10. Pelota de la confusión
11. ¡Devuelveme mi mochila!
12. La agenda del terror
13. ¡Corre, Milo, Corre!
14. Desastre en la cocina
15. El queso del día
16. Toalla de playa
17. Peligro de diez bolos
18. Golpeando a Max
19. El mejor episodio
20. ¡Cobrelo!
21. Un pez llamado "Milo"
22. Volando alto
23. El corte de cabello
24. En el trono
25. Flores y caramelos
26. Moco Divertido
27. El último duelo
28. Locos por defender el hígado
29. Avalancha alienígena
30. Thor en todas partes
31. La boda
32. El gran escape
33. Conejitos
34. ¡Grabalo!
35. Juego de palabras
36. Tiempo presente
37. Modales perdidos
38. Domo Ari-Otto, Sr. Robotto
39. The Good, the Bad, and the Little
40. Pop goes the Milo!
41. Just Looking!
42. Outrageous Fortune... Cookie
43. Error en el campo
44. Pájaro nuevo en la cuadra
45. ¡Insectos!
46. Pasta
47. Ropa interior
48. ¡Evidencia!
49. Un erizo en la mano
50. ¡A ciegas!
51. Un desnudo en mi jardín
52. Real to Me

### Segunda temporada
1. Monster Headache
2. Volunteers For Fears
3. Hairdos and Don'ts
4. Baby You Can Drive My Karma
5. Training Wreck
6. Nothing But The Tooth
7. Phone Tag
8. Max Invader, Scourge of the Universe
9. When Good Birds Go Bad
10. Face the Music
11. Captain Copycat
12. Night of the Living Flamingo
13. Saddle Brained
14. Name Dropper
15. Ready to Swear
16. Elephant & Hassle
17. Fun And Games
18. Adventures in Milo-Sitting
19. Warrior Monkey, M.D.
20. Past Imperfect
21. Change of Heart
22. Doorstop in the Name of Love
23. The Globnick
24. Fault Line
25. Everybody Was Tofu Fighting
26. Journey to the Centre of the TV

### Tercera temporada
1. Scrambled Legs
2. Full Wooden Woggle
3. Alley Oops!
4. Catch of the Day
5. Flamingopalooza
6. The Snake Whisperer
7. Deep DueDue
8. Milo and Wendell’s Eggcellent Adventure
9. Sweetness and Light
10. A Boy and his Yeti
11. Playing It Koi
12. Rebel Without A Clog
13. Come Rain or Come Slime
14. Rear Basement Window
15. Switch Hitch
16. The End
17. The One and Owen Only
18. The Gobbler Robbler
19. Saint Nick O’Time
20. The Musical
21. Cliffhanger

## Actores de voz
- Tabitha St. Germain - Milo Powell/Capitán Flamingo[2]
- Melanie Tonello - Lizbeth Amanda Zaragoza
- Peter Keleghan - "Narrador"
- Demetrius Joyette - Rutger
- Scott Beaudin - Owen-Only
- John McGrath - Personajes secundarios
- Cole Caplan - Wendell Powell/Commander Whooping Crane
- Stephanie Beard - Kirsten McBradden
- Catherine Disher - Otto, Mamá del niño extranjera, Mujer barbuda
- Annick Obonsawin - Ruth-Ann
- Kathy Greenwood - Margerie Powell
- Stacey DePass - Sanjay, el Ex
- Nissae Isen - Thor Powell
- Richard Waugh - David Powell
- Isabel de Carteret - Max Roderick
- Matthew Ferguson - Avi
- Julie Leminux - Niño extranjera, Mth
- Debra Felstead as Mamá de Owen-Only, Computadora, Voz electrónica
- Dwayne Hill - Niño Grande, Pepita, Zanahoria
- Len Carlson - Presentador de Televisión
- Rob Rubin as Quantum Vigilante, Kung Fu Tofu, Max Invasor
- Maurice Dean Wint as Papá de Rutger
- Sandi Ross as Mamá de Rutger
- Jamie Watson - Schmidt, El Snark
- Kathryn Greenwood - Matron
- Adrian Truss - Guardia de cruce
- Noam Zylberman - Trasher
- Juan Chioran - Mono Guerrero